# Histoire des Juifs en Écosse

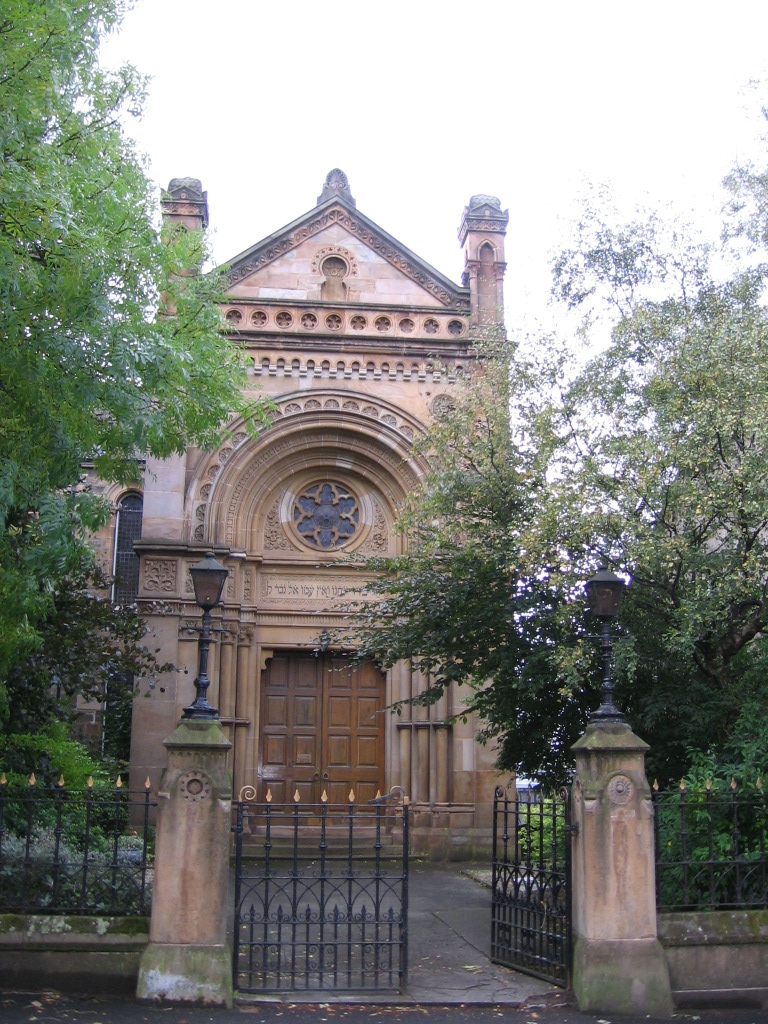
Synagogue de Garnethill, à Glasgow.

Les premières traces de Juifs en Écosse datent de la fin du XVIIe siècle, mais il est possible que des Juifs y soient arrivés à l'époque de la conquête romaine de la Grande-Bretagne, bien qu'il n'en existe aucune preuve. La grande majorité des Juifs écossais d'aujourd'hui sont d'origine ashkénaze, installés pour la plupart à Édimbourg et à Glasgow, à partir du milieu du XIXe siècle. La plupart des histoires mentionnant des Juifs écossais sont l’œuvre de narrateurs britanniques, négligeant quelque peu leur dimension proprement écossaise.

## Du Moyen Âge à l'union avec l'Angleterre

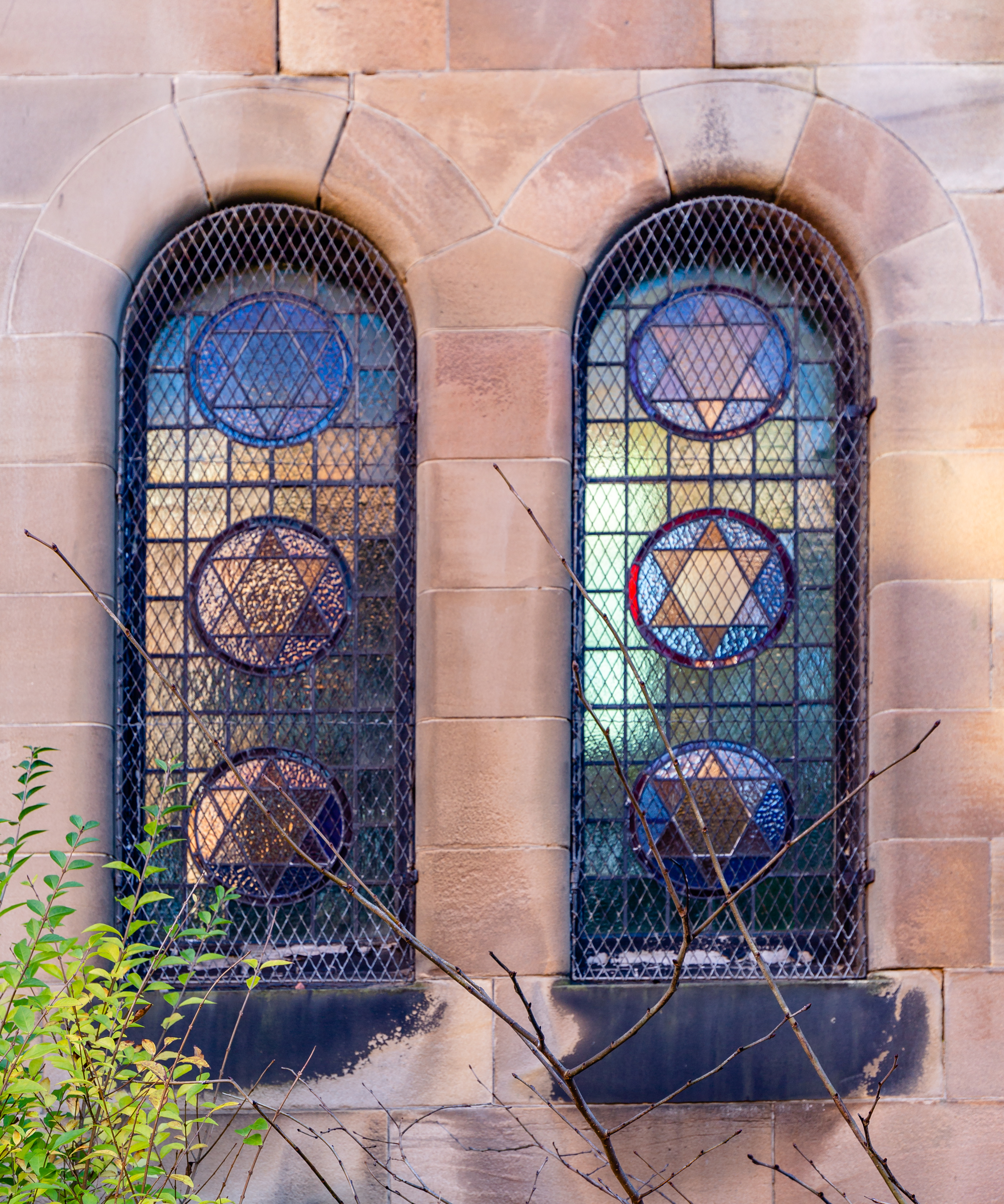
Vitraux de la Langside Synagogue, Glasgow

Les preuves de l’existence de Juifs dans l'Écosse médiévale sont rares. En 1180, l'évêque de Glasgow interdit aux ecclésiastiques de « verser les bénéfices de l'argent emprunté aux Juifs ». À l’époque, des émeutes anti-juives sévissaient en Angleterre. Il est donc possible que l’interdit ait été prononcé à l'encontre de Juifs anglais réfugiés en Écosse. Mais il peut s'agir également de Juifs domiciliés en Angleterre auxquels les Écossais auraient emprunté de l'argent. 
Il n'y a jamais eu en Écosse d'expulsion de Juifs similaire à celle vécue par les Juifs en Angleterre en 1290 (Édit d'Expulsion), lors de laquelle des Juifs pourraient avoir fui vers l'Écosse. Cela peut signifier soit une plus grande tolérance religieuse soit le simple fait qu'il n'y avait pas de présence juive. Dans son autobiographie Two Worlds: An Edinburgh Jewish Childhood, l'éminent historien écossais David Daiches, également d'origine juive, affirme qu'il y a des preuves pouvant indiquer que l’Écosse est le seul pays européen n'ayant pas fait subir de persécutions d’État aux Juifs.
Au Moyen Âge, la majeure partie du commerce écossais se faisait avec l'Europe continentale, la laine des Border abbeys étant la principale ressource exportée du pays vers la Flandre et les Pays-Bas. Les marchands écossais d'Aberdeen et de Dundee entretenaient des liens commerciaux étroits avec les ports de la baltique polonais et lituaniens[réf. nécessaire]. Il est donc possible que des Juifs soient venus en Écosse faire des affaires avec leurs homologues écossais, bien qu'il n'en existe aucune preuve directe.
L'auteur de la fin du XVIIIe siècle, Henry Mackenzie, a émis l’hypothèse que les nombreux endroits portant des noms bibliques aux alentours du village de Morningside, près d’Édimbourg, pouvaient indiquer une présence juive dans la région durant le Moyen Âge. Cependant, cette croyance s'est révélée être fausse.
Le premier Juif recensé à Édimbourg était un certain David Brown, qui avait demandé à résider et à commercer dans la ville en 1691. Sa demande avait été acceptée,.

## Après l'Union de 1707

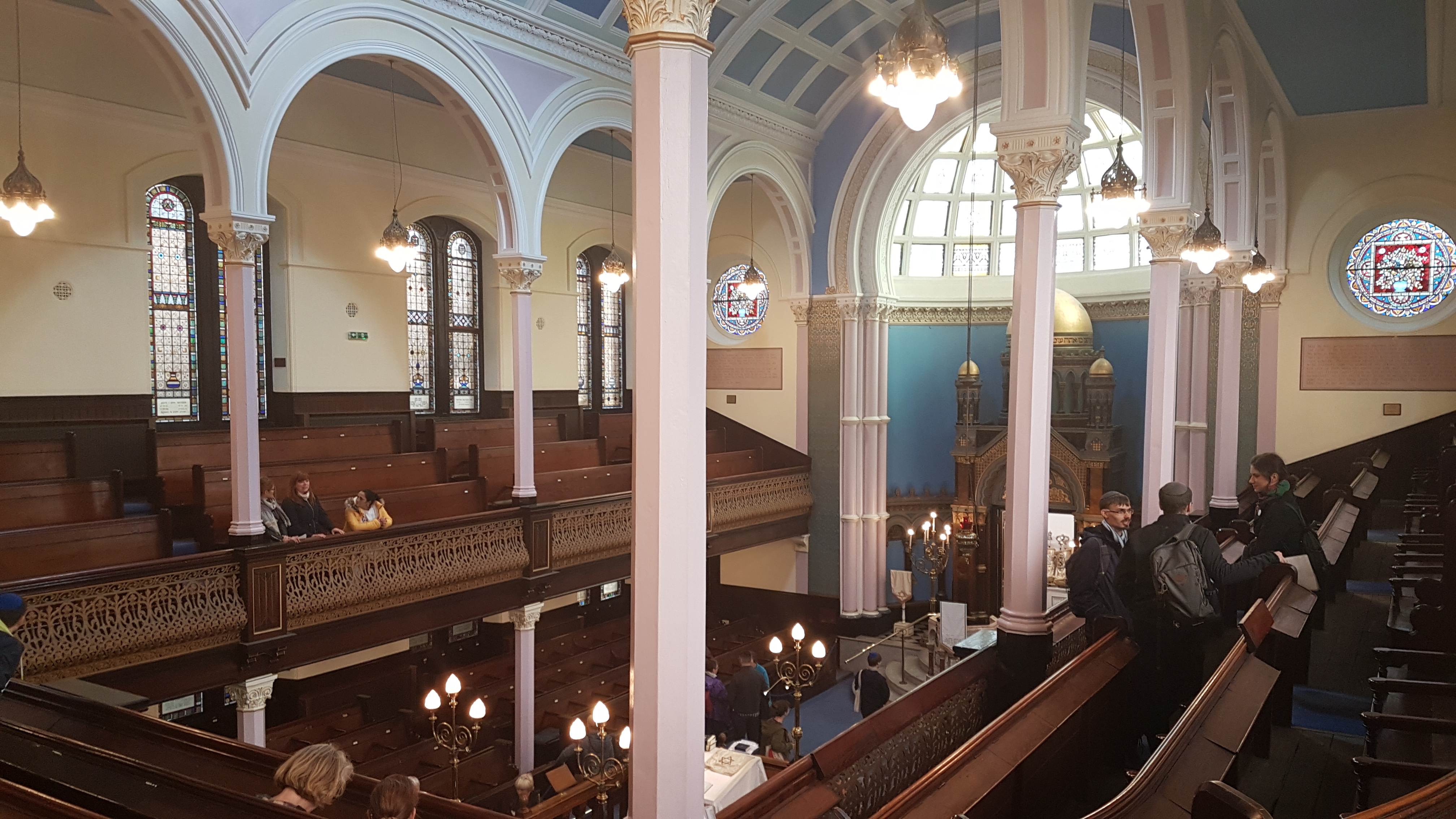
Intérieur de la synagogue de Garnethill à Glasgow

La majeure partie de l'immigration des Juifs semble avoir eu lieu après l'industrialisation, et après 1707, ce qui signifie que les Juifs en Écosse ont été soumis à des lois anti-juives appliquée à la Grande-Bretagne dans son ensemble. Les Juifs furent réadmis dans le Commonwealth d'Angleterre en 1656 par Oliver Cromwell, ce qui aurait eu une influence sur le fait qu'ils puissent résider au nord de la frontière. L’Écosse était sous la juridiction du projet de loi pour les Juifs, promulgué en 1753, mais abandonné l'année suivante.
En 1787, le premier diplômé de l'Université de Glasgow, Levi Myers, était ouvertement juif. À cette époque, contrairement aux Anglais, les étudiants écossais, n'étaient pas obligés de prêter un serment religieux.
En 1795, Herman Lyon, dentiste et pédicure, acheta une parcelle d'un cimetière à Édimbourg. Originaire de Mogendorf, en Allemagne, il en est parti vers 1764 et a passé quelque temps en Hollande avant d'arriver à Londres. Il a déménagé en Écosse en 1788. La présence de la parcelle sur Calton Hill n'est plus évidente aujourd'hui, mais elle est inscrite sur la carte de l'Ordnance Survey de 1852 sous le nom de « chapelle funéraire des Juifs ».
La première congrégation juive à Édimbourg a été fondée en 1817, et à Glasgow en 1821. Celle d'Aberdeen a été fondée en 1893. Le cimetière juif de Dundee indique qu'il existait une congrégation juive dans cette ville depuis le XIXe siècle.
Le 22 septembre 1812, Isaac Cohen, un chapelier résidant à Glasgow, fut admis au poste de "bourgeois" de la ville. Le premier enterrement à la nécropole de Glasgow fut celui de Joseph Levi, marchand de plumes et victime du choléra, qui y fut enterré le 12 septembre 1832. L'année précédant l'ouverture officielle du cimetière, une partie avait été vendue auparavant à la communauté juive pour cent guinées. Né à Glasgow, Asher Asher (1837-1889) fut le premier juif écossais à entrer dans la profession médicale. Il était l'auteur de The Jewish Rite of Circumcision (1873).

En 1878, les Juifs se sont liés à l'aristocratie écossaise quand Hannah de Rothschild, née en Angleterre, s'est mariée avec Archibald Primrose, 5e comte de Rosebery. Elle est morte à Dalmeny. Son fils, Harry, deviendra secrétaire d'État pour l'Écosse en 1945, lors du gouvernement intérimaire d'après-guerre de Winston Churchill.

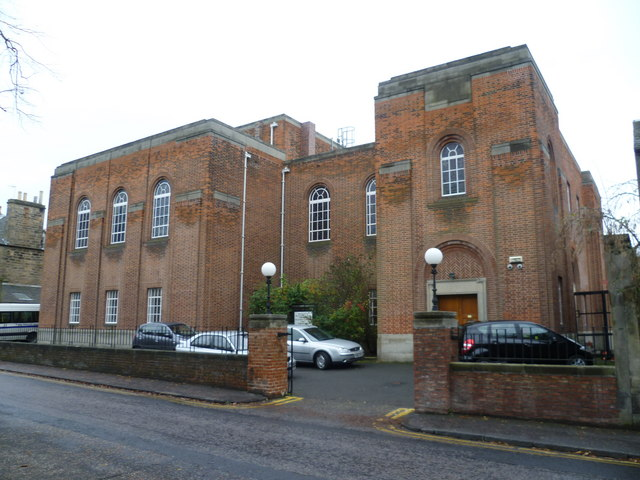
La Synagogue d’Édimbourg dans le quartier Newington

Fuyant les persécutions dans l'Empire russe, les Juifs s'installent dans les grandes villes de Grande-Bretagne, y compris en Écosse, et notamment à Glasgow (en particulier dans la partie la plus pauvre de la ville aux côtés des immigrés irlandais et italiens). Une plus petite communauté existait déjà à Édimbourg ainsi que des plus petits groupes à Dundee, Aberdeen, Greenock et Ayr. Les Juifs russes avaient tendance à venir de l'ouest de l'empire, en particulier de la Lituanie et de la Pologne, dans l'espoir de séjourner en Écosse avant de partir pour l'Amérique du Nord. Cela explique pourquoi beaucoup ont choisi d'arriver à Glasgow, bien que ceux qui n'avaient pas les moyens de se permettre le voyage transatlantique se soient finalement installés dans la ville.

## XXeetXXIesiècles

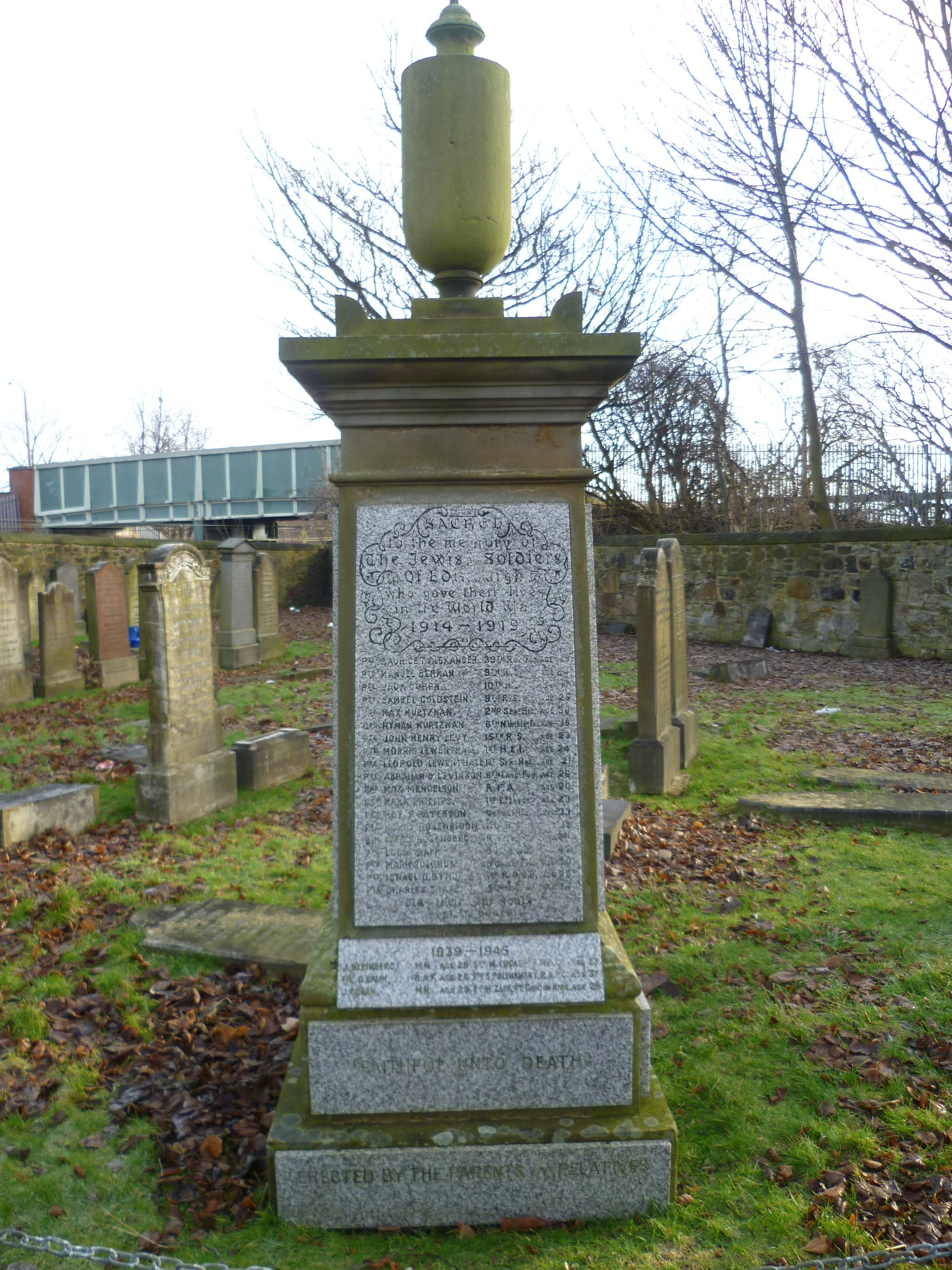
Mémorial à Édimbourg commémorant les Juifs morts au combat dans les guerres mondiales

L'immigration a continué durant le XXe siècle. Plus de 9 000 Juifs en 1901 et environ 12 000 en 1911 ont été recensés. Fuyant d'abord les pogroms puis le nazisme et la Seconde Guerre mondiale, d'autres Juifs se sont réfugiés en Écosse et ainsi, la communauté juive était estimée à plus de 20 000 personnes au milieu du XXe siècle. La population juive dans le Royaume-Uni a atteint un sommet de 500 000 personnes, mais elle a diminué de presque la moitié.[Quand ?]
Certains membres de la British Union of Fascists étaient antisémites, et Alexander Raven Thomson, l'un de ses principaux idéologues, était écossais. Les Blackshirts[Qui ?] étaient physiquement agressés lors de leurs réunions à Édimbourg par les communistes et les membres du parti Protestant Action Society, qui considéraient le groupe comme une intrusion italienne (c'est-à-dire catholique romaine). William Kenefick de l'Université de Dundee a affirmé que les Juifs n’étaient plus la cible principale du fanatisme et de l’intolérance des anti-catholiques, l'agitation visant principalement les catholiques irlandais, en particulier à Glasgow. Archibald Maule Ramsay, membre unioniste du Parlement écossais, a affirmé que la Seconde Guerre mondiale est une « guerre des Juifs » et a été le seul député au Royaume-Uni à avoir été interné car suspecté d’être sympathisant nazi (voir Defense Regulation 18B)[réf. souhaitée]. En revanche, dans le quartier glaswégien des Gorbals, Louise Sless et Woolf Silver ne parlent pas de sentiment antisémite.

Proportion des Juifs à Glasgow, 2011

Selon le recensement de 2001, 6 448 Juifs vivent en Écosse, la plupart à Édimbourg (environ 934), Glasgow (4 249) et dans une moindre mesure à Dundee. La population juive d’Écosse reste principalement urbaine. Au tournant du XXe siècle, la SSPCA (pour la protection des animaux) est entrée en conflit avec la congrégation d'Aberdeen au sujet des méthodes d'abattage rituel. La population juive pratiquante en Écosse continue de diminuer car de nombreux jeunes Juifs deviennent laïcs ou se marient avec des non-juifs. De nombreux Juifs écossais ont également émigré vers l'Angleterre, les États-Unis, le Canada, l'Australie et la Nouvelle-Zélande pour des raisons économiques, comme un nombre important d'autres écossais.

### Tartan juif
En mars 2008, un tartan juif a été conçu par Brian Wilton pour le rabbin Habad Mendel Jacobs de Glasgow et accepté par l’Autorité des Tartans Écossais. Les couleurs sont le bleu, le blanc, l'argent, le rouge et l'or. Selon Jacobs : « le bleu et le blanc représentent les couleurs des drapeaux écossais et israélien, la ligne d'or au centre représentant l'or du Tabernacle dans la Bible, de l'Arche d'Alliance et de nombreux instruments de culte... l'argent représente les décorations qui ornent les rouleaux de la Loi et le rouge représente le traditionnel vin rouge du Kiddouch ».

### Communauté juive aujourd'hui
Selon le recensement de 2011, 5 887 Juifs vivent en Écosse, soit une baisse de 8,7 % par rapport à 2001.
Aujourd'hui, toutes les communautés juives connues en Écosse sont représentées par le Conseil écossais des communautés juives.
Environ 25 % de la population juive d'Écosse réside dans la banlieue de Newton Mearns au sud de Glasgow.

### Antisémitisme en Écosse
En septembre 2013, le Conseil écossais des communautés juives a publié le projet « Être Juif en Écosse ». Le projet a étudié la situation du peuple juif en Écosse au moyen d'entrevues et d'un groupe de discussion auquel ont participé environ 180 participants de la communauté juive d'Écosse. Les résultats de l'enquête ont révélé qu'en 2011, il y a eu 10 incidents antisémites de comportement abusif, 9 incidents de dommages et de profanation à la propriété juive et une agression. Certains participants ont décrit des expériences d'antisémitisme sur leur lieu de travail, sur le campus et même à l'école. En conséquence, en octobre de la même année, un enseignant d'une école secondaire a été convoqué à une audience disciplinaire pour avoir tenu des propos selon lesquels « Hitler n'était pas tout à fait mauvais - il a tué les Juifs ». Par ailleurs, en 2012, le conseil des communautés juives d’Écosse et l’aumônerie des étudiants Juifs d’Écosse ont signalé une « atmosphère toxique » à l'Université d’Édimbourg, à cause de laquelle ils sont contraints de cacher leur identité.
Lors de l'opération Bordure protectrice, en août 2014, le conseil des communautés juives d’Écosse a publié un document révélant une augmentation soudaine des incidents antisémites survenus en Écosse. Selon le dossier, durant la première semaine d'août, il y a eu 12 incidents antisémites - presque autant qu'en 2013. Quelques mois plus tard, une jeune fille qui vendait des produits de la marque Kedem (cosmétiques israéliens) au centre St Enoch de Glasgow, a été brûlée par un produit chimique qui lui a été lancé.
En 2015, le gouvernement écossais a publié des statistiques sur les incidents aggravées par des motivations religieuses en Écosse. Selon le rapport, il y a eu une augmentation du nombre d'accusations portées sur des actes antisémites (25 accusations, comparativement à 9 accusations un an plus tôt). La plupart des accusations traitaient de « comportements menaçants et abusifs » et d'« insultes ».

## Scots-yiddish
Le scots-yiddish est le nom donné à une langue vernaculaire hybride juive entre l'écossais des Lowlands (le scots) et le yiddish, qui a été brièvement en vigueur dans les Lowlands lors de la première moitié du XXe siècle. L'historien littéraire écossais David Daiches le décrit dans son récit autobiographique où il raconte son enfance juive à Édimbourg, Two Worlds.
Daiches explore la stratification sociale de la société juive d’Édimbourg pendant l'entre-deux-guerres, notant ce qui est en fait un clivage de classe entre deux parties de la communauté. D'un côté, un groupe hautement éduqué et bien intégré qui recherche une synthèse entre le rabbinisme orthodoxe et le monde moderne, et de l'autre, un groupe parlant le yiddish, maintenant un mode de vie proche de celui des ghettos d'Europe de l'Est. La population yiddish a grandi en Écosse au XIXe siècle, mais à la fin du XXe siècle, elle parlait principalement l'anglais. La créolisation du yiddish avec l'écossais était donc un phénomène du milieu de cette période.
Le poète juif de Glasgow, A. C. Jacobs, se réfère également à sa langue, scots-yiddish. On rapporte même un cas d'un immigrant juif qui s'est installé dans les Highlands, qui ne parlait pas l'anglais et ne pouvait parler que le gaélique et le yiddish.

## Dans la culture populaire

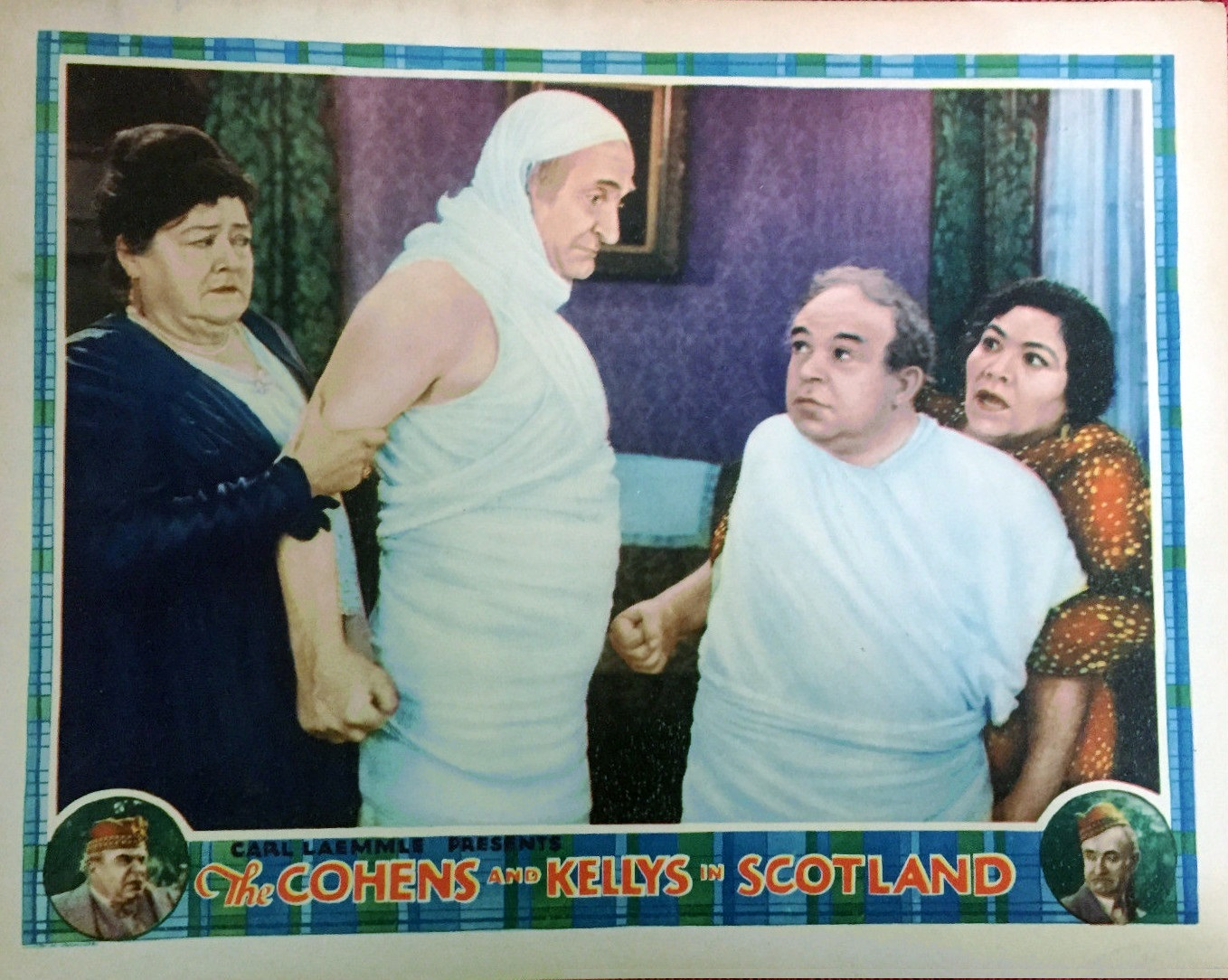
Carte de la comédie américaine The Cohens and Kellys in Scotland (1930).

- En 1930, paraît un film américain issu d'une série à succès, intitulé (en)Les Cohen et les Kelly en Écosse[28], qui montre l'inimitié de deux familles, juive et irlandaise, qui vivent côte-à-côte.

- The Credit Draper – Roman de J. David Simons. Histoire fictive d'un jeune réfugié juif russe, Avram Escovitz, qui grandit dans les Gorbals à Glasgow, avant d'aller travailler dans les Highlands. Du même auteur, The Liberation of Celia Kahn, un roman racontant l'histoire d'une jeune fille juive des Gorbals au début du XXe siècle, qui devient militante socialiste et féministe.
- The Fabulous Bagel Boys – Drame télévisé de la chaîne BBC se déroulant dans la communauté juive de Glasgow. Il devait s'agir au départ d'une série mais elle a été arrêtée à la suite d'un accueil tiède[29].
- Rooms – Comédie musicale racontant l'histoire d'un groupe de musique de Glasgow et de ses deux membres : une fille juive et son amant catholique[30].

## Liste des Juifs écossais célèbres
- Ronni Ancona, comédienne
- Hazel, Dame Cosgrove première femme juge de la Cour de Session
- Ivor Cutler, musicien, enseignant et comédien
- Sir Monty Finniston, industriel
- Isla Fisher, écossaise convertie au judaïsme
- Hannah Frank, artiste peintre et sculptrice
- Sir Myer Galpern, député, maire de Glasgow
- Ralph Glasser, psychologue et économiste (né à Leeds , mais a grandi à Glasgow)
- Le professeur Sir Abraham Goldberg KO MD DSc FRCP FRSE[pas clair]
- Muriel Gray, auteur et présentateur de The Tube
- Jeremy Isaacs, présentateur
- Mark Knopfler, cofondateur et guitariste, chanteur principal du groupe Dire Straits
- Kevin Macdonald, réalisateur, connu pour La mort suspendue
- Isi Metzstein, architecte
- Saul Metzstein, cinéaste
- Neil Primrose, député et soldat mort au combat, fils d'Hannah de Rothschild
- Malcolm Rifkind, homme politique
- Harry Primrose, 6e Comte de Rosebery, Secrétaire d'État pour l'Écosse, fils d'Hannah de Rothschild
- Jerry Sadowitz, humoriste controversé et prestidigitateur
- Benno Schotz, sculpteur
- Manny Shinwell, homme politique
- J. David Simons, romancier
- Muriel Spark, romancière
- Lord Harry Kenneth Woolf, Lord juge en chef d'Angleterre et du pays de Galles, a grandi en Écosse

## Cimetières

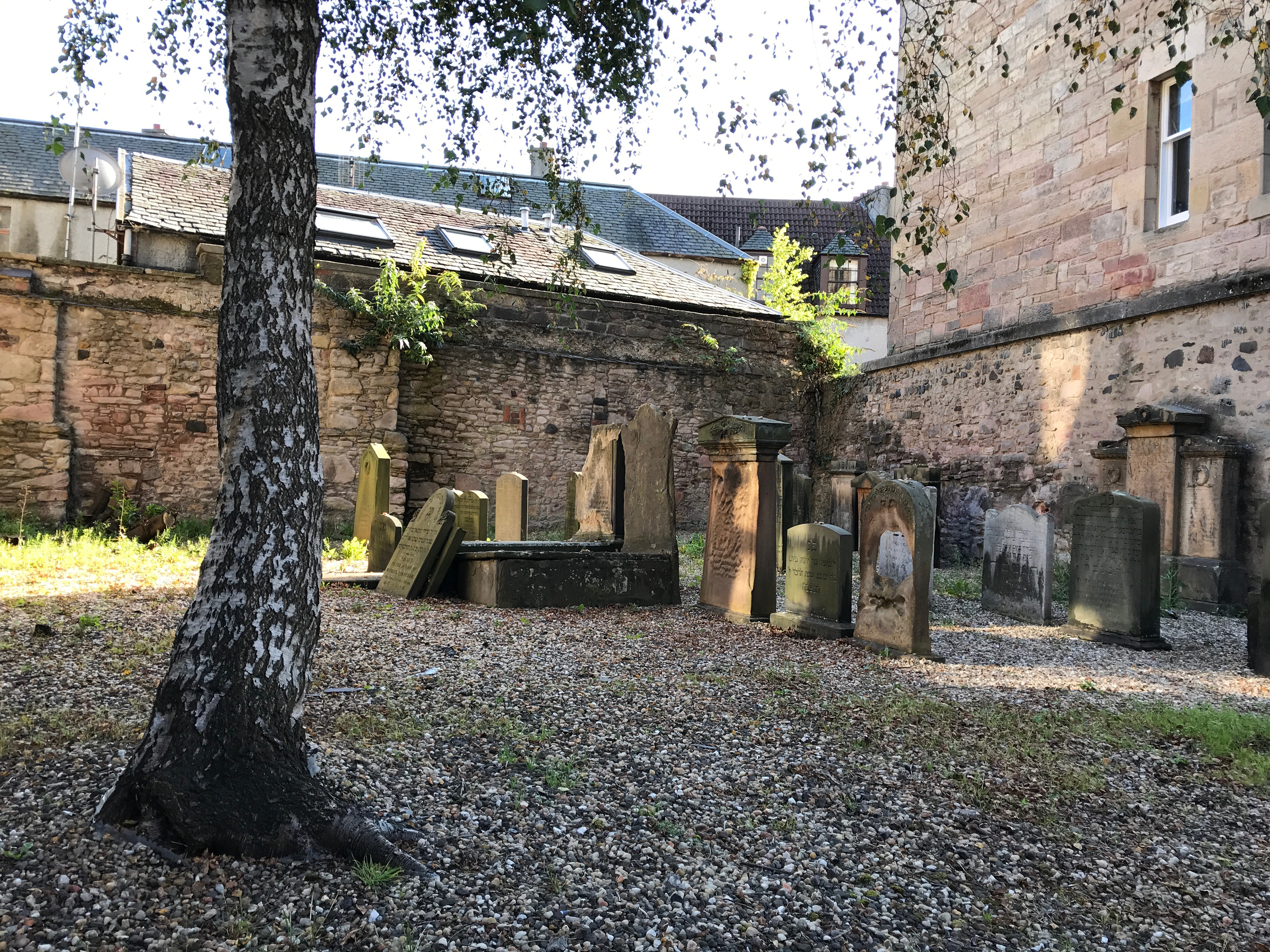
Sciennes House Place, Edimbourg
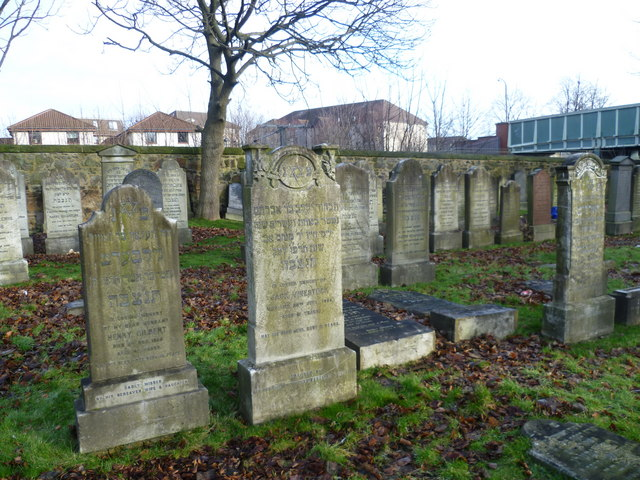
Cimetière Piershill, Édingbourg
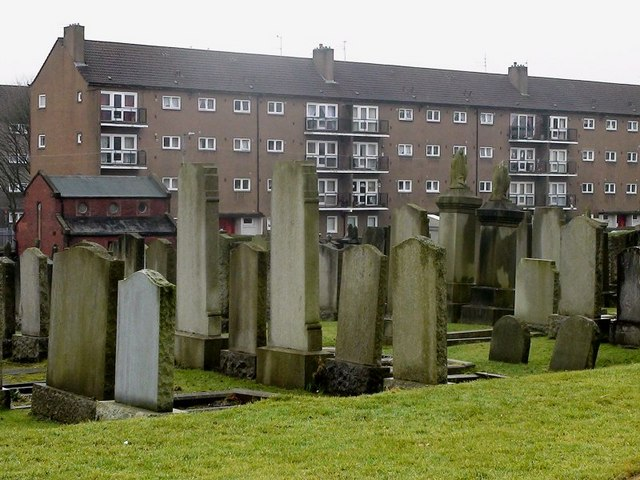
Section juive de l'ancien cimetière Maryhill de Tresta Road à Glasgow
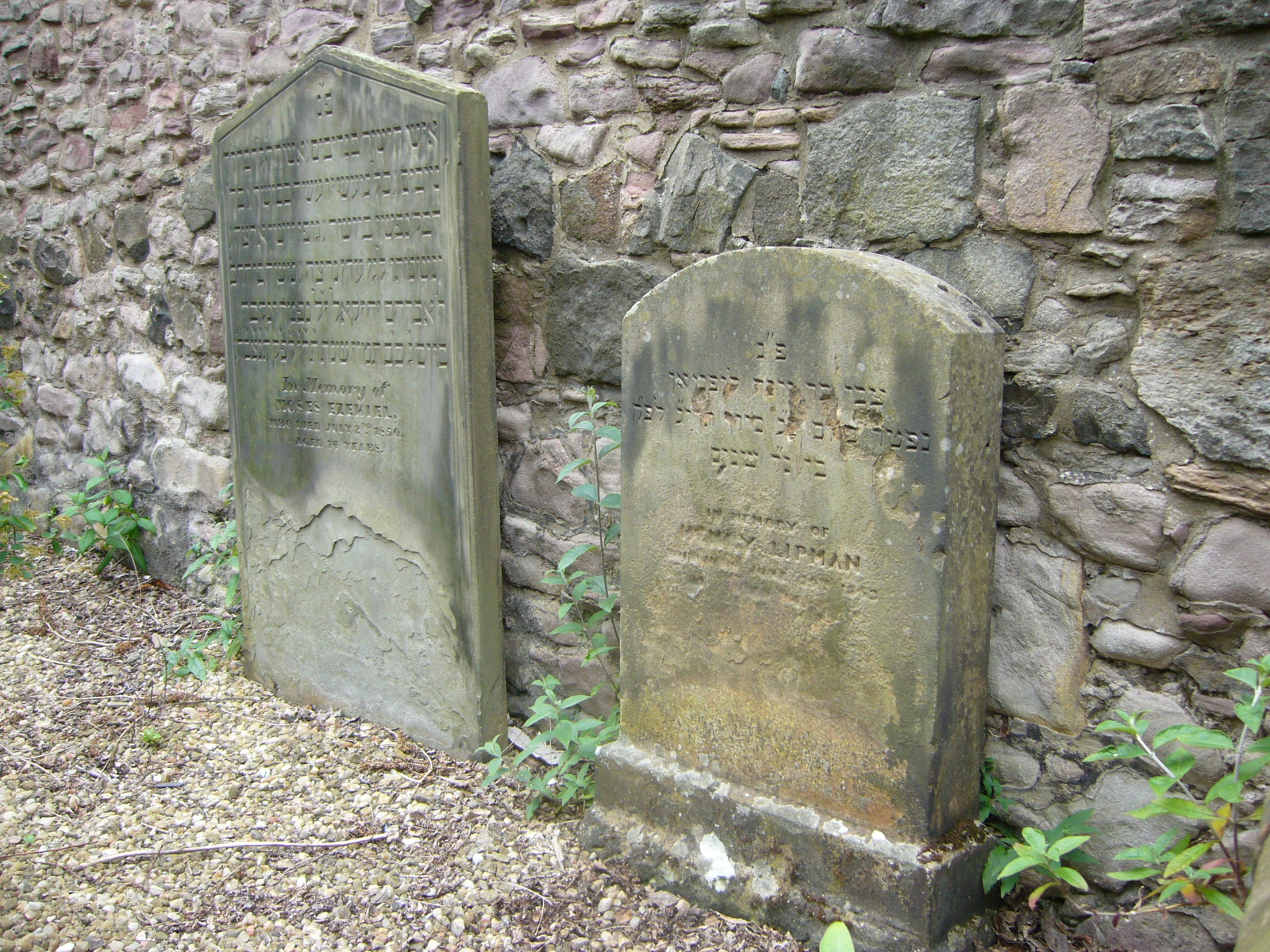
Ancien cimetière juif d'Édimbourg datant de 1813